# Asedio de Leiden
Para el asedio de Leiden de 1420 véase Asedio de Leiden de 1420.
El asedio de Leiden tuvo lugar entre octubre de 1573 y octubre de 1574, con una pausa de dos meses en la primavera de 1574, durante la primera fase de la guerra de los Ochenta Años y la guerra anglo-española, cuando tropas españolas al mando de Francisco de Valdés intentaron capturar a la ciudad rebelde de Leiden, Holanda Meridional, en los Países Bajos. El asedio fracasó cuando la ciudad recibió refuerzos y suministros en octubre de 1574, siendo liberada.

## Antecedentes
En la segunda mitad del siglo XVI, la Reforma protestante se afianzó en los Países Bajos. Bajo la autoridad del rey católico español y señor de los Países Bajos, Felipe II, de la casa Habsburgo, cuya familia había heredado las Diecisiete Provincias de los Países Bajos, se suprimió la nueva religión. El descontento resultante se vio reforzado por el afán centralizador de Felipe II y el malestar económico. Un conflicto estalló con el Asalto a las imágenes (Beeldenstorm), una serie de ataques iconoclastas en 1566. Felipe II nombró a Fernando Álvarez de Toledo, gran duque de Alba, como gobernador de los Países Bajos con la misión de poner orden.
El duque de Alba llegó a los Países Bajos en 1567 con un ejército de 10.000 hombres. Su mano dura resultó contraproducente, y protestantes y católicos moderados se rebelaron contra él bajo el liderazgo de Guillermo de Orange.  El príncipe  era uno de los principales nobles flamencos, quienes habían sido perseguidos por el duque de Alba, y se había refugiado en las propiedades de su familia materna en Alemania. Desde allí financió a los denominados «Mendigos del mar» y alzó un ejército de mercenarios alemanes de su propio bolsillo, poniéndolo al mando de sus hermanos. Con este ejército iniciará la rebelión en contra de Felipe II. En la guerra que estalló entre las Diecisiete Provincias de los Países Bajos y España (llamada luego Guerra de los Ochenta Años), estos rebeldes neerlandeses se alzaron en armas contra el rey. Inicialmente, los rebeldes sufrieron derrotas, pero en 1572 los Mendigos del mar lograron capturar Den Briel. A partir de ahí, otras ciudades de Zelanda y Holanda fueron persuadidas, por la fuerza o de otro modo, para unirse a la revuelta. Poco a poco, cada vez más ciudades del resto de los Países Bajos siguieron su ejemplo.La mayor parte de los condados de Holanda y Zelanda fueron ocupados por rebeldes en 1572, que pretendían poner fin al violento gobierno del duque de Alba. El territorio tenía una gran densidad de ciudades, que estaban protegidas por estructuras de defensa y por pantanos de baja profundidad, que podían inundarse fácilmente abriendo los diques y dejando entrar el mar.
El gran duque de Alba intentó romper la resistencia utilizando la fuerza bruta. Utilizó Ámsterdam como base, ya que era la única ciudad del condado de Holanda que había permanecido leal al gobierno español. El duque de Alba y su hijo Don Fadrique iniciaron ese mismo año una expedición punitiva contra las ciudades rebeldes. En el proceso, Malinas, Zutphen y Naarden fueron brutalmente saqueadas. Asustadas, muchas ciudades se rindieron sin luchar. La revuelta holandesa había sido sofocada en casi todos los Países Bajos para 1573. El trato cruel que Alba dispensó a las poblaciones tras los asedios de Naarden y Haarlem fue notorio, y sólo en algunas partes de Holanda y Zelanda persistió la resistencia. Los rebeldes entendieron que no habría clemencia para ellos de parte de los españoles, por lo que persistieron en su lucha antes que rendirse y se decidieron a resistir el mayor tiempo posible.
El condado de Holanda quedó dividido en dos cuando Haarlem fue tomada por los españoles tras siete meses de asedio, tras los cuales la guarnición y los ciudadanos prominentes fueron masacrados.El duque de Alba intentó tomar Alkmaar en el norte, pero la ciudad resistió el ataque español, inundando las tierras alrededor de la ciudad. El duque de Alba envió entonces a su oficial Francisco de Valdés a atacar el territorio rebelde del sur, empezando por Leiden, estratégicamente situada. Mientras tanto, debido a su incapacidad para sofocar la rebelión tan rápidamente como pretendía, el duque de Alba presentó su dimisión, que el rey Felipe aceptó en diciembre. El menos violento y más político Luis de Zúñiga y Requesens le sustituyó como gobernador general.

## Primer asedio de Leiden
Tras la toma de la ciudad de Leiden por los rebeldes en 1572, ésta fue protegida con modernas fortificaciones por lo que para tomarla era necesario un prolongado bloqueo. La toma de la ciudad  ofrecía una posibilidad para acabar con la rebelión, ya que su toma separaría a los rebeldes de las provincias de Holanda (septentrional y meridional) y Zelanda y dificultaría el comercio de los puertos de Zelanda con el resto de las provincias. El maestre de campo Francisco de Valdés, enviado por el rey Felipe a reconquistar la región, fue ayudado por católicos holandeses leales a la corona con mapas y consejo. Valdés aisló la ciudad del mundo exterior con un anillo de fuertes y atrincheramientos, con la intención de obligarla a rendirse por inanición.
La ciudad de Leiden tenía almacenados muchos alimentos para el asedio cuando éste comenzó en octubre de 1573. El asedio fue muy difícil para los españoles, porque el suelo estaba demasiado suelto para cavar trincheras, y las estructuras de defensa de la ciudad eran difíciles de derrumbar. Un ejército rebelde de los Estados Neerlandeses formado por tropas inglesas, escocesas y hugonotes franceses defendía Leiden. El líder de los rebeldes neerlandeses, Guillermo el Taciturno, príncipe de Orange, intentó llevar refuerzos a Leiden enviando un ejército a los Países Bajos bajo el mando de su hermano, Luis de Nassau. Valdés levantó el asedio en abril de 1574 para hacer frente a las tropas rebeldes invasoras, pero Sancho Dávila y Daza llegó primero y las derrotó en la batalla de Mook, donde murió Luis. Poco después, los españoles reanudaron el asedio de Leiden.

## Segundo asedio y refuerzos de Leiden

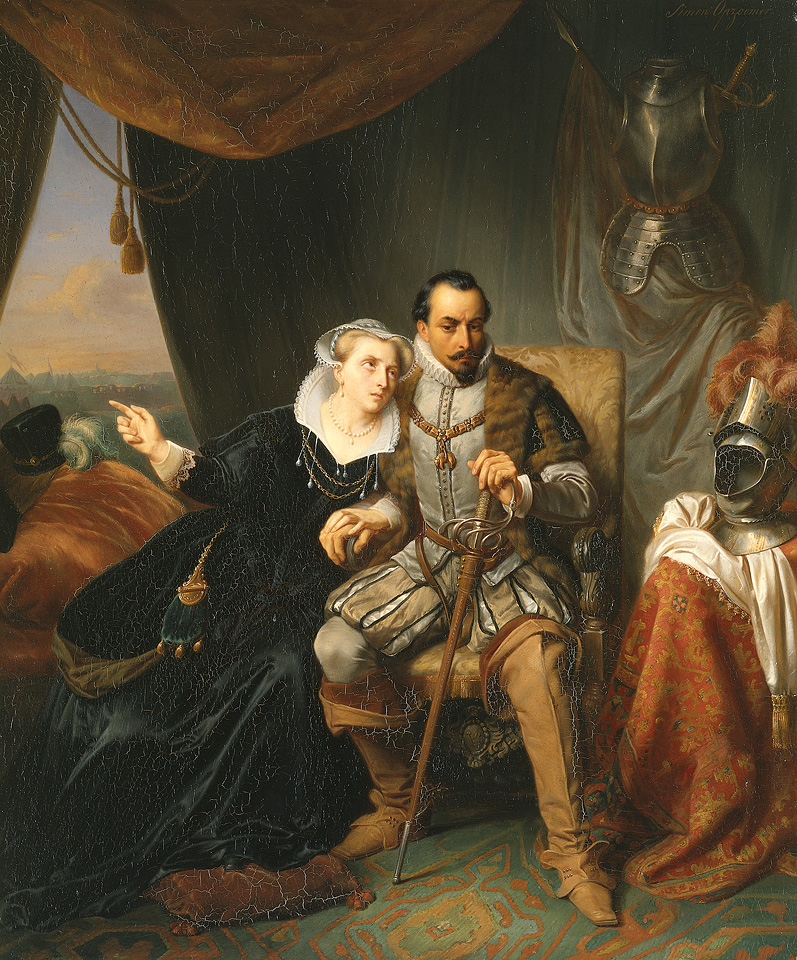
Magdalena Moons implora a su prometido Francisco de Valdés que aplace el asalto de Leiden para otra noche, 1574. Pintura de Simon Opzoomer, c. 1845. La «leyenda», confirmada por investigaciones históricas en 2014, de Magdalena Moons y Francisco de Valdés se convirtió en historia popular tras el asedio de 1574.

Tras solucionar el motín de los tercios españoles de abril de 1574, inducido por la falta de pagos, Valdés puso sitio a la ciudad en mayo tomando los fuertes de Alfen y Masencluse que protegían su acceso. Valdés ya había informado a Luis de Requesens, gobernador de los Países Bajos, de la posibilidad de inundar las provincias de Holanda y Zelanda, mediante la rotura de los diques que mantenían estas tierras protegidas del agua. 
Durante el breve respiro del asedio, el príncipe de Orange había aconsejado a los ciudadanos de Leiden que reabastecieran la ciudad con provisiones y contrataran una guarnición más numerosa para ayudar a defender la ciudad. Sin embargo, desoyeron su consejo, así que cuando el ejército de Valdés regresó para reanudar el asedio el 26 de mayo de 1574, se encontraban en tan malas condiciones como antes. Los rebeldes habían roto algunos diques anteriormente, por lo que la ciudad estaba protegida por un kilómetro de tierras inundadas. La ciudad consideró la posibilidad de rendirse, ya que casi no había posibilidades de refuerzos y los suministros eran cada vez más escasos. La derrota del ejército de Luis fue también un golpe para la moral. 
El Príncipe de Orange, sin embargo, estaba decidido a llevar refuerzos a la ciudad, debido a la importancia de Leiden para la supervivencia de la revuelta y a la falta de alternativas, lo que llevó a los Estados de Holanda a aceptar la propuesta de Orange de inundar gran parte del sur de Holanda para expulsar a las tropas españolas. Por ello, envió una paloma mensajera a la ciudad rogándoles que resistieran tres meses. Para cumplir esta promesa, planeó romper los diques para permitir que el mar inundara las tierras bajas. El asedio podría entonces levantarse utilizando la flota rebelde, y los españoles se verían obligados a retirarse ante la llegada del mar. Esta táctica también se había utilizado para llevar refuerzos a Alkmaar. Los daños en los alrededores serían enormes, por lo que la población de la zona se resistió a que se rompieran los diques. Sin embargo, al final, el Príncipe se impuso y los diques exteriores se rompieron el 3 de agosto. Previamente, el almirante del Príncipe, Louis de Boisot, había reunido una flota de más de doscientas pequeñas embarcaciones de fondo plano, tripuladas por 2.500 veteranos marineros neerlandeses (los Mendigos del mar) y mercenarios, que transportaban una gran reserva de provisiones para los hambrientos habitantes de Leiden. Poco después de que se rompieran los primeros diques, el Príncipe de Orange enfermó de una fiebre violenta que paralizó las operaciones. De manera más importante, la inundación de los campos tardó más de lo previsto debido a vientos en contra. El 21 de agosto, los habitantes de Leiden enviaron un mensaje al Príncipe diciendo que habían resistido tres meses, dos con comida y uno sin comida. El Príncipe les contestó, de nuevo por paloma mensajera, que los diques habían sido perforados en su totalidad y que los refuerzos llegarían pronto.
Sin embargo, no fue sino hasta el primer día de septiembre, cuando el Príncipe se hubo recuperado de sus dolencias, que la expedición continuó en serio. Había más de 25 kilómetros entre la flota rebelde de refuerzos de Boisot y Leiden, pero se recorrieron más de 15 sin dificultad. En la noche del 10 de septiembre, la flota se encontró con el dique de contención (Landscheiding), que bloqueaba su camino hacia Leiden, y lo capturaron en un ataque nocturno por sorpresa. Los españoles no habían fortificado este importante punto. A la mañana siguiente, los españoles intentaron recuperar la posición, pero fueron repelidos con la pérdida de varios centenares de hombres. El dique fue roto y la flota de Boisot se dirigió hacia Leiden.
El almirante Boisot y el príncipe de Orange habían sido mal informados sobre el terreno y habían supuesto que la ruptura del dique inundaría el país tierra adentro hasta Leiden. En lugar de ello, la flotilla rebelde se encontró de nuevo con que su camino estaba bloqueado, esta vez por el dique de Greenway, aproximadamente a un kilómetro tierra adentro del dique previo, que todavía estaba a un palmo por encima del nivel del agua. Sin embargo, una vez más los españoles habían dejado el dique prácticamente indefenso, y los neerlandeses lo atravesaron sin mucha dificultad. Debido a los vientos del este que hacían retroceder el agua hacia el mar, y a la superficie cada vez mayor del terreno que cubría el agua, la inundación era ya tan poco profunda que la flota de Boisot qudó prácticamente varada. La única vía lo bastante profunda para avanzar era un canal que conducía a un gran lago interior llamado Zoetermeer (un lago de agua dulce). Este canal, y el puente sobre él, estaban fuertemente defendidos por los españoles y, tras una breve lucha anfibia, el almirante desistió de la estrategia. Envió un mensaje desalentador al Príncipe, afirmando que a menos que el viento cambiara y pudieran rodear el canal, estaban perdidos.
Mientras tanto, en la ciudad, los habitantes clamaban por la rendición al ver que sus compatriotas habían encallado. Con todo, el alcalde van der Werff animó a sus ciudadanos a resistir, diciéndoles que antes de rendirse, los españoles tendrían que pasar por sobre su cadáver, y que si los habitantes estaban realmente tan desesperados les daría su propio brazo para que se lo comieran. De hecho, miles de habitantes murieron de hambre. Para colmo de males, como ocurría a menudo en aquella época, la peste apareció en las calles de la ciudad y cerca de ocho mil personas murieron sólo por tal causa. La ciudad sólo resistió porque sabían que, en cualquier caso, los soldados españoles masacrarían a toda la población para dar ejemplo al resto del país, como había ocurrido en Naarden y en las demás ciudades que habían sido saqueadas. El almirante Boisot envió una paloma a la ciudad, asegurándoles prontos refuerzos.
El 18 de septiembre el viento volvió a cambiar y, soplando con fuerza desde el oeste, empujó al mar contra los diques. Con la subida del nivel del agua, la flotilla pronto pudo dar una vuelta alrededor del puente y el canal, y entrar con éxito en el lago Zoetermeer. En octubre, los patriotas neerlandeses liderados por Guillermo el Taciturano destruyeron los diques en cuatro puntos para formar un obstáculo que las tropas españolas no pudieran superar. Como consecuencia de ello y de la llegada de un fuerte viento del oeste, las aguas subieron y las tropas españolas perdieron su movilidad. En uno de estos cuatro lugares se erigió un monumento en memoria de lo ocurrido, el llamado Monumento Groenedijk, en Capelle aan den IJssel. Los Mendigos del mar, bajo el mando del almirante Louis de Boisot, contaban con barcos para utilizar con éxito las aguas en su beneficio. Una sucesión de pueblos fortificados se interponía ahora en el camino de la flota patriota, y el almirante neerlandés temía incluso entonces lograr su objetivo, pero los españoles, presas del pánico por la crecida de las aguas, apenas ofrecieron resistencia. Cada una de sus fortalezas, ahora convertidas en islas, fue abandonada por las tropas realistas españolas en su huida, con excepción del pueblo de Lammen, un pequeño fuerte al mando del coronel Borja, situado a un kilómetro de las murallas de Leiden.
Lammen resultó ser un obstáculo formidable, pero los españoles, adeptos a la lucha terrestre y no a la guerra anfibia, habían desesperado de mantener una contienda tan desigual contra las fuerzas combinadas del mar y los veteranos marinos neerlandeses. En consecuencia, el comandante español Valdés ordenó la retirada en la noche del 2 de octubre, y el ejército huyó, atemorizado aún más por un terrible estruendo que oyeron desde la ciudad, y que supusieron que eran los hombres de Leiden rompiendo otro dique más sobre ellos. En realidad, parte de la muralla de Leiden, erosionada por el agua del mar, había caído, dejando la ciudad completamente vulnerable a un ataque, si es que hubieran decidido quedarse.
Al día siguiente, el 3 de octubre, los refuerzos rebeldes llegaron a la ciudad y alimentaron a los ciudadanos con arenques y pan blanco. Por la noche, la gente también se dio un festín de hutspot (estofado de zanahoria y cebolla). Según la tradición, un niño huérfano llamado Cornelis Joppenszoon encontró una olla llena de hutspot que los españoles habían tenido que dejar atrás cuando abandonaron su campamento, el Lammenschans, a toda prisa para escapar de la crecida de las aguas. Este día se sigue celebrando en la actualidad.

## Consecuencias
Envidias de compañeros de armas acusaron a Valdés de haber prometido a una dama holandesa, Magdalena Moons, de la que supuestamente se había enamorado, de no asaltar la plaza, cuando Valdés nunca tuvo orden ni tropas suficientes para ello. Esta mujer, en la tradición historiográfica neerlandesa, se considera heroína del asedio de Leida.
En 1575, el tesoro español se agotó, por lo que el ejército español no pudo recibir más pagos y se amotinó. Tras el saqueo de Amberes, todos los Países Bajos se rebelaron contra España, y en consecuencia Leiden volvió a estar a salvo.
Al ser preguntados los ciudadanos por Guillermo de Orange qué deseaban como compensación por haber resistido el asedio inundando sus campos, estos solicitaron ser la sede de una universidad, que fue fundada al año siguiente en Leiden y que sigue en activo, siendo la universidad más antigua del país. Según una irónica tradición que aún mantiene el Príncipe, de acuerdo con la cual actuaba en nombre de su señor el rey Felipe de España, contra quien de hecho estaba en abierta rebelión, la universidad fue dotada en nombre del Rey.
La Fiesta del 3 de octubre, llamada Leidens Ontzet, se celebra cada año en Leiden e incluye un festival con un parque de atracciones y una docena de discotecas al aire libre por la noche.El ayuntamiento regala arenque y pan blanco a los ciudadanos de Leiden.